# Devisthan (Baglung)
Devisthan (nep. देविस्थान) – gaun wikas samiti w zachodniej części Nepalu w strefie Dhawalagiri w dystrykcie Baglung. Według nepalskiego spisu powszechnego z 2011 roku liczył on 1616 gospodarstw domowych i 7651 mieszkańców (4325 kobiet i 3326 mężczyzn).